# Nandyal
Nandyal (Telugu నంద్యాల) ist eine Großstadt und Verwaltungssitz des Distrikts Nandyal im indischen Bundesstaat Andhra Pradesh.

## Ortsname
Der Name der Stadt leitet sich von Nandi Alayam (Telugu: నంది ఆలయం, „Nandi-Tempel“) ab. Schon zur Zeit des Vijayanagarreichs war der Ort aufgrund der neun Nandi-Tempel in der Umgebung ein wichtiges Pilgerziel.

## Lage
Nandyal liegt an der nationalen Fernstraße NH 18 (Kurnool–Kadapa) ca. 65 km südöstlich der Distrikthauptstadt Kurnool am Fluss Kunderu. Der Ort wurde im Jahr 1899 gegründet.
Die Stadt (Nandyal Municipality) hatte beim Zensus 2011 212.640 Einwohner; 10 Jahre zuvor waren es noch 152.676.

## Bevölkerung
Gut 64 % der mehrheitlich Telugu sprechenden Bevölkerung sind Hindus, etwa 32,5 % sind Moslems und knapp 3 % sind Christen; der Rest entfällt auf andere Religionsgruppen wie Jains, Sikhs, Buddhisten. Der männliche Bevölkerungsanteil ist dem weiblichen in etwa gleich.

## Wirtschaft
Die Umgebung von Nandyal ist in hohem Maße landwirtschaftlich geprägt; in der Stadt selbst haben sich Handwerker, Händler und Dienstleister aller Art niedergelassen.

## Sonstiges
Der regional bedeutsame Wallfahrtsort Mahanandi befindet sich 15 km östlich von Nandyal.